# Велики Шкољ
Велики Шкољ је босанскохерцеговачко острво западно од полуострва Клек.